# Piotr Malarczyk
Piotr Malarczyk (Kielce, 1991. augusztus 1. –) lengyel korosztályos válogatott labdarúgó, a Korona Kielce hátvédje.

## Pályafutása

### Klubcsapatokban
Malarczyk a lengyelországi Kielce városában született. Az ifjúsági pályafutását a helyi Korona Kielce akadémiájánál kezdte.
2009-ben mutatkozott be a Korona Kielce első osztályban szereplő felnőtt keretében. 2015-ben az angol másodosztályban érdekelt Ipswich Town szerződtette. 2016-ban a Southend United csapatát erősítette kölcsönben. 2016-ban a lengyel Cracoviához igazolt. 2018-ban visszatért a Korona Kielcéhez. 2019-ben a Piast Gliwicéhez csatlakozott. 2021. július 1-jén hároméves szerződést kötött a Korona Kielce együttesével. Először a 2021. július 30-ai, Skra Częstochowa ellen 2–0-ra megnyert mérkőzésen lépett pályára. Első gólját 2021. október 29-én, az Odra Opole ellen hazai pályán 2–1-es győzelemmel zárult találkozón szerezte meg.

### A válogatottban
Malarczyk az U19-es, az U20-as és az U21-es korosztályú válogatottban is képviselte Lengyelországot.

## Statisztikák
2023. március 11. szerint
| Klub          | Szezon   | Osztály     | Bajnokság | Bajnokság | Kupa és Ligakupa | Kupa és Ligakupa | Nemzetközi | Nemzetközi | Összesen | Összesen |
| Klub          | Szezon   | Osztály     | Meccs     | Gól       | Meccs            | Gól              | Meccs      | Gól        | Meccs    | Gól      |
| ------------- | -------- | ----------- | --------- | --------- | ---------------- | ---------------- | ---------- | ---------- | -------- | -------- |
| Cracovia      | 2016–17  | Ekstraklasa | 20        | 0         | 0                | 0                | —          | —          | 20       | 0        |
| Cracovia      | 2017–18  | Ekstraklasa | 16        | 1         | 0                | 0                | —          | —          | 16       | 1        |
| Cracovia      | Összesen | Összesen    | 36        | 1         | 0                | 0                | 0          | 0          | 36       | 1        |
| Korona Kielce | 2017–18  | Ekstraklasa | 7         | 0         | 0                | 0                | —          | —          | 7        | 0        |
| Korona Kielce | 2018–19  | Ekstraklasa | 16        | 0         | 0                | 0                | —          | —          | 16       | 0        |
| Korona Kielce | Összesen | Összesen    | 23        | 0         | 0                | 0                | 0          | 0          | 23       | 0        |
| Piast Gliwice | 2019–20  | Ekstraklasa | 11        | 0         | 1                | 0                | —          | —          | 12       | 0        |
| Piast Gliwice | 2020–21  | Ekstraklasa | 14        | 2         | 2                | 0                | 1          | 0          | 17       | 2        |
| Piast Gliwice | Összesen | Összesen    | 25        | 2         | 3                | 0                | 1          | 0          | 29       | 2        |
| Korona Kielce | 2021–22  | I Liga      | 30        | 1         | 1                | 1                | —          | —          | 31       | 2        |
| Korona Kielce | 2022–23  | Ekstraklasa | 9         | 2         | 1                | 0                | —          | —          | 10       | 2        |
| Korona Kielce | Összesen | Összesen    | 39        | 3         | 2                | 1                | 0          | 0          | 41       | 4        |
| Összesen      | Összesen | Összesen    | 123       | 6         | 5                | 1                | 1          | 0          | 129      | 7        |

## Sikerei, díjai
Korona Kielce
- I Liga
  - Feljutó (1): 2021–22